# Paolo Corallini
Paolo Corallini (Filottrano, 26 settembre 1951) è un artista marziale italiano insegnante di Aikidō.
Attualmente possiede il grado di 7º dan in Iwama Ryu Aikidō (grado più alto mai conferito dal caposcuola Morihiro Saito Sensei) e il titolo di "Iwama Ryu Shihan", 7º dan Aikikai Tokyo e il 5º dan Iwama Ryu aiki-ken e aiki-jo (anche questi ultimi sono i massimi livelli di armi nell'Aikido Iwama Ryu).
In data 8 gennaio 2017 il Doshu Moriteru Ueshiba conferisce al Maestro Corallini il titolo di "Aikikai Shihan" presso l'Aikikai Honbu Dojo.
Il M°. Corallini è il fondatore della Takemusu Aikido Association Italy A.s.d. (già Iwama Takemusu Aiki Italy poi Iwama Ryu Italy) e suo Presidente dalla nascita fino al 2017, massimo rappresentante in Italia dell'Aikido di Iwama.

## Biografia
All'età di 18 anni si iscrive presso un dojo di Ju Jutsu e subito dopo conosce l'arte marziale che doveva segnare la sua vita, l'Aikido, all'epoca ai suoi primi passi in Italia. Segue in quegli anni gli insegnamenti di Motokage Kawamukai Sensei che gli conferisce il 1º Dan nel 1977. Riceve poi il 2º dan da Hirokazu Kobayashi Sensei nel 1979 e comincia poi a frequentare le scuole di Aikido in Francia dove conosce il Maestro André Nocquet, allievo del fondatore e presidente dell'Union Europeenne D'Aikido, il quale gli conferisce il 3º dan nel 1981 e il 4º dan nel 1983, nominandolo anche Presidente e Direttore Tecnico dell'Unione Italiana Aikido, emanazione italiana dell'U.E.A. In quell'anno il M° Corallini pubblica il suo primo libro sull'Aikido e frequenta moltissimi seminar diretti dai più grandi Sensei giapponesi: Tamura Nobuyoshi, Koichi Tohei, Yoshimitsu Yamada, Mitsugi Saotome, Katsuo Chiba ecc...

## L'incontro con Morihiro Saito Sensei a Iwama e i primi passi dell'Aikido tradizionale in Europa
Nel 1984, stimolato dal desiderio di conoscere Morihiro Saito Sensei e di vedere il dojo dove il Fondatore aveva creato l'Aikido, si reca a Iwama (piccolo paese situato nella Prefettura di Ibaraki, a circa 90 km a nord-est di Tokyo). Qui avviene l'incontro con Morihiro Saito Sensei, e subito il M° Corallini comprende che quello che veniva praticato in Iwama era l'Aikido Tradizionale del Fondatore. Decide quindi che da quel momento in poi Morihiro Saito sarebbe stato il suo unico Maestro e ne diviene devotissimo deshi. Nel febbraio del 1985 Saito Sensei accetta l'invito di Paolo Corallini a dirigere un seminar di Iwama Takemusu Aikido in Italia e così viene per la prima volta in Europa Centrale.
Da quel lontano 1985 il M° Corallini ha invitato ogni anno Saito Sensei in Italia e si è recato egli stesso almeno ogni anno in Iwama, per ben 24 volte, per trascorrervi periodi di studio come Uchi Deshi (allievo interno). Nel 1985 il M° Corallini fonda l'IWAMA RYU ITALY, associazione di cinture nere che seguono esclusivamente e con fedeltà assoluta l'insegnamento di Saito Sensei. Dal 1984 al 2002 (anno della morte di Morihiro Saito Sensei) Paolo Corallini ha seguito il suo Maestro in moltissime nazioni come allievo fedele e si è sempre adoperato affinché l'Iwama Takemusu Aikido si diffondesse non solo in Italia ma in Europa ed oltre. Nel 1988 riceve il 5º dan dal Maestro Saito e in quegli anni riceve anche i 5 Mokuroku di Buki Waza e l'autorizzazione a conferire gradi Iwama Ryu Tai Jutsu-Buki Waza. Saito Sensei lo nomina suo Rappresentante per l'Europa Centrale e Meridionale e nel marzo del 1993, nel dojo di Iwama, gli conferisce il 6º Dan e il titolo di SHIHAN. Il M° Corallini dirige ogni anno numerosi seminar in Italia e all'estero: Germania, Scozia, Svizzera, Francia, Portogallo, Austria, Inghilterra, Spagna, Libano, Croazia, Bulgaria, Danimarca, Svezia, Sud Africa. Dal 1994 egli è anche il Consulente Tecnico Nazionale per il settore Aikido della F.I.J.L.K.A.M. (C.O.N.I.) su incarico del Presidente Federale, Dott. Matteo Pellicone. Il Maestro Paolo Nicola Corallini riceve successivamente anche il 6º Dan Aikikai.
In data 14 marzo 2001 il Presidente della F.I.J.L.K.A.M. (C.O.N.I.) Dott. M. Pellicone ha conferito al M. Corallini con decisione "Motu Proprio" il 7º Dan di Aikido "quale riconoscimento della pluriennale e meritoria opera da lui svolta in favore dell'Aikido e in considerazione delle tante e particolari benemerenze acquistate attraverso il sempre costante e qualificato impegno dimostrato per lo sviluppo tecnico e la diffusione dell'Aikido", non solo in Italia ma in tante altre nazioni.
Il 25 maggio 2001 Morihiro Saito Sensei conferisce a Paolo Corallini e Ulf Evenås il 7º Dan Iwama Ryu, e li nomina suoi rappresentanti ufficiali.
Per la Federazione scrive nel 1998 un libro dal titolo "Aikido Iwama Ryu" e nel 1999 un volume edito dalla Sperling & Kupfer "Iwama Ryu Aikido".
In data 15 aprile 2003 Moriteru Ueshiba Aikido Doshu, ha autorizzato ufficialmente Paolo Corallini Sensei a condurre esami ai propri allievi per il conseguimento di gradi dan Aikikai ed a richiedere personalmente e direttamente i relativi certificati presso l'Aikikai di Tokyo. 
Il Consiglio Federale FIJLKAM nella riunione del 5 febbraio 2005 ha conferito al M°. Corallini la Medaglia d'Onore al Merito Sportivo per le benemerenze acquisite durante la pluriennale attività svolta in favore delle discipline sportive della Federazione. 
Il 9 gennaio 2011 l'attuale Doshu, Moriteru Ueshiba conferisce a Paolo Corallini il 7º Dan Aikikai Tokyo, in ratifica del precedente grado di Iwama Ryu conferitogli da Morihiro Saito nel 2001. 
Il Maestro Corallini è stato il primo italiano a ottenere il 7º dan Aikikai Tokyo, ricevuto direttamente dal Doshu Moriteru Ueshiba durante la cerimonia del Kagami Biraki del 2011 e il primo italiano a ricevere il titolo di "Aikikai Shihan" (8.1.17).
Il figlio di Paolo Corallini, M°. Francesco Corallini (avvocato, classe 1982), inizia la pratica dell'Aikido nel 1985 all'età di tre anni e consegue da Morihiro Saito Sensei la cintura nera 1º Dan all'età di 15 anni, diventando lo shodan più giovane che egli avesse riconosciuto al mondo fino ad allora.
Inizia ad affiancarsi al padre nell'insegnamento nel 1998, seguendo i corsi per principianti, e lo segue, fin dagli anni 80 nei numerosi seminari da questi tenuti in Europa, e nei numerosi seminari di Saito Morihiro Sensei.
All'età di 21 anni ottiene il 4º dan buki waza (tecniche di armi) e a 23 il 4º Dan Tai Jutsu (mani nude)
A 27 consegue il 5º ed ultimo dan buki waza ed il 5º Dan Takemusu Aikido. A settembre 2013 consegue il 6º dan Takemusu Aikido (Iwama Ryu).
Attualmente possiede il grado di 6º dan TAAI (Takemusu Aikido), 5º dan Aikikai e 5º dan buki waza.
Dirige seminari nazionali ed internazionali ed è membro delle Commissioni Esaminatrici della Takemusu Aikido Association Italy.